# Sajama
Der Sajama (span. Nevado Sajama) ist der höchste Berg Boliviens und einer der höchsten Vulkane der Welt. Er befindet sich im Sajama-Nationalpark im Westen Boliviens, nahe der Grenze zu Chile.

## Topographie
Seine Basis steht auf der Hochebene des Altiplano auf etwa 4200 m, wodurch er wesentlich niedriger erscheint, als er tatsächlich ist. Der symmetrische Vulkan ist seit mindestens 25.000 Jahren erloschen. Da der Gipfel durch eine Eiskappe bedeckt ist, sind Spuren eines Kraters nicht sichtbar. Bohrkerne aus der Eiskappe über dem Krater wurden zur Rekonstruktion von Klimaveränderungen seit der letzten Eiszeit verwendet.

## Flora

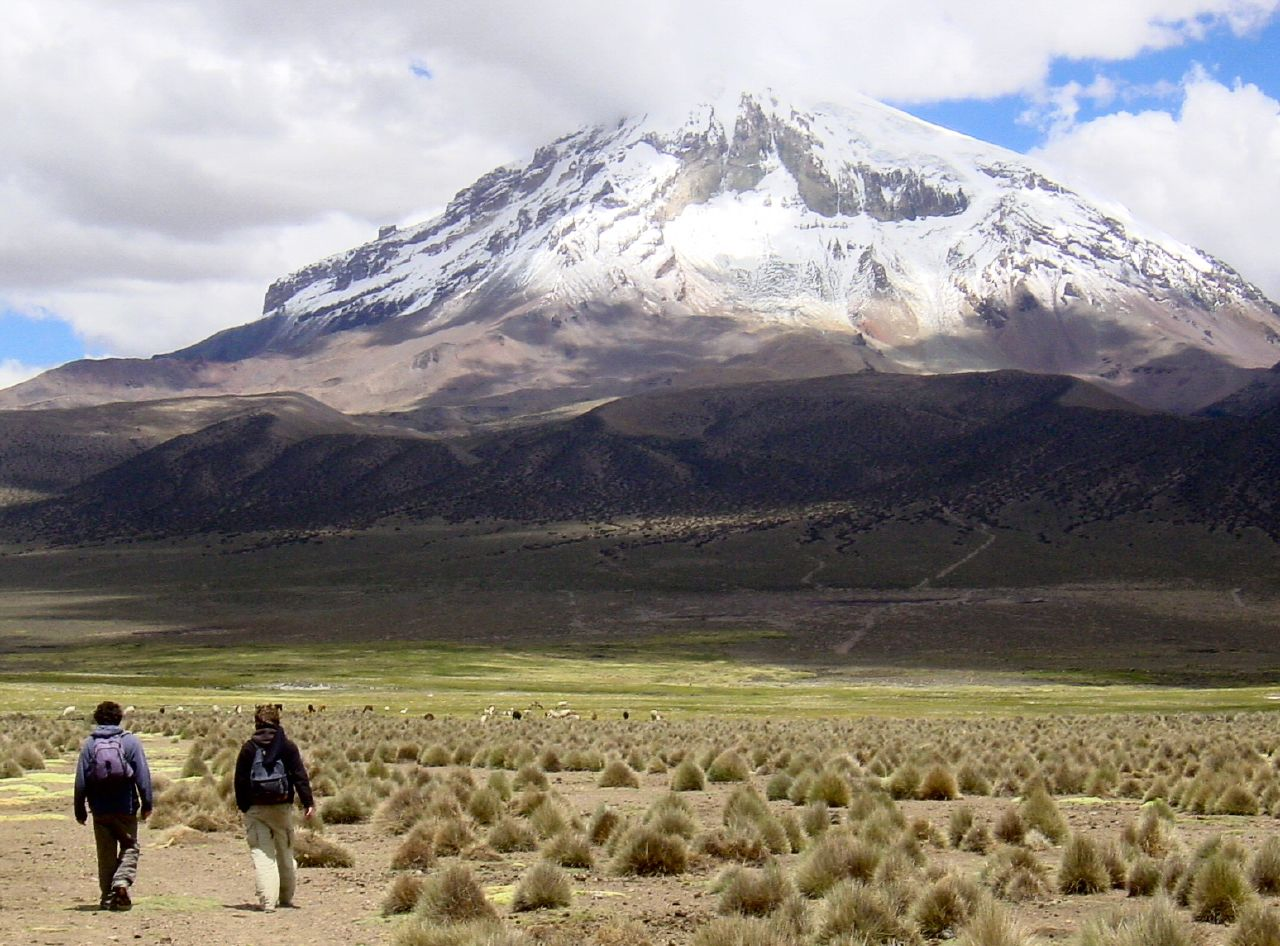
Trockene Puna am Südostfuß des Sajama mit typischen Horsten von Ichu-Gras

Eine Besonderheit sind die Queñua-Krüppelbäume (Polylepis tarapacana) an den Bergflanken, die bis in rund 5000 m Höhe wachsen. Die Einwohner des Sajama-Nationalparks sind stolz auf diese am höchsten wachsende Baumart der Welt. Meist wird der Baum als weltweit einziger über 5000 m Meereshöhe wachsender Baum bezeichnet. Die Triebe werden in heißem Wasser zu einem Tee gekocht, der stärker als der übliche Coca-Tee gegen die Höhenkrankheit helfen soll.

## Besteigung
In den umliegenden Dörfern gilt der Sajama als Heiligtum. Trotz dieses Status begrüßen die Anwohner der Umgebung die touristische Besteigung des Sajama, meist jedoch unter der Bedingung, dass lokale Bräuche wie ein kleines Opfer an die Pachamama beachtet werden. Die Gipfelbesteigung ist eine mittelschwere Hochtour und kann gut akklimatisiert in zwei bis drei Tagen vollzogen werden.

## Austragungsort für Fußballspiel
Am 2. August 2001 war der Sajama Austragungsort des wohl höchsten Fußballspiels der Erde. Am 12. Juni 2007 fand am Sajama erneut ein Fußballspiel auf 6000 m Höhe statt, an dem neben Alpinisten auch der damalige bolivianische Präsident Evo Morales teilnahm und das einzige Tor des Spiels schoss. Er wollte mit dem Spiel gegen eine neue Regelung der FIFA protestieren, die Länderspiele an Austragungsorten über 2500 m Höhe verbietet. Betroffen sind von der Regelung vor allem Bolivien, Peru und Ecuador. Die Regel wurde später auf 3000 m Höhe korrigiert.